# 比萨-圣朱斯托机场
比萨-圣朱斯托“伽利略·伽利莱”国际机场（義大利語：Aeroporto internazionale di Pisa-San Giusto "Galileo Galilei"）是意大利共和国托斯卡纳大区比萨的国际机场，是托斯卡纳最大的机场，以在该城出生的著名科学家伽利略·伽利莱的名字命名。